# Andrzej Bucholc
Andrzej Bucholc (ur. 5 listopada 1885 w Czerwińsku nad Wisłą, zm. 2 listopada 1965 w Będzinie) – działacz komunistyczny i związkowy.

## Życiorys
Syn Ludwika. W latach 1898–1902 uczęszczał do szkoły rzemieślniczej w Warszawie, po czym został czeladnikiem. W 1906 wstąpił do PPS-Lewicy, organizator strajków. W 1907–1910 odbywał służbę wojskową w rosyjskiej armii. Pracował w warsztatach wikliniarskich. W 1912 osiadł w Będzinie, gdzie wstąpił do SDKPiL. Na początku 1919 wstąpił do KPRP i Rad Delegatów Robotniczych w Sosnowcu. W marcu 1919 był delegatem na I Zjazd Związku Zawodowego Robotników Rolnych RP w Warszawie. W 1924 został aresztowany, a w 1925 skazany przez sąd w Sosnowcu na 4 lata więzienia. Po zwolnieniu działał w MOPR w Krakowie, Częstochowie, na Górnym Śląsku i w Zagłębiu Dąbrowskim. Od 1931 pracował w Robotniczej Spółdzielni Spożywców w Sosnowcu. W 1936 był członkiem komitetu strajkowego i współorganizatorem strajku w Będzinie. W 1942 wstąpił do PPR. Od 1948 prezes zarządu Spółdzielni Spożywców w Będzinie, a od 1952 dyrektor Przedsiębiorstwa Hurtu Spożywczego.

## Ordery i odznaczenia
- Order Sztandaru Pracy I klasy
- Order Sztandaru Pracy II klasy (3 lipca 1954)[1]
- Krzyż Oficerski Orderu Odrodzenia Polski
- Złoty Krzyż Zasługi (18 stycznia 1946)[2]